# 코너 헬러벅
코너 찰스 헬러벅(영어: Connor Charles Hellebuyck, 영어 발음: /ˈkɒnə(ɹ) t͡ʃɑɹlzˈhɛləbʌk/, 1993년 5월 19일~)은 미국의 아이스하키 선수로 포지션은 골텐더이다. 현재 내셔널 하키 리그(NHL)의 팀인 위니펙 제츠의 소속으로 활동하고 있다. 고교 시절 2012년 NHL 드래프트에서 5라운드 전체 130위로 위니펙 제츠에게 지명되었다. 2014년 아메리칸 하키 리그(AHL)의 세인트존스 아이스캡스 소속으로 프로 선수 경력을 시작했고 2015년부터 위니펙 제츠 선수로 뛰기 시작했다.
헬러벅은 2016-17 시즌에 제츠의 주전 골텐더가 되었으며 2025년 NHL 최우수 선수상인는 하트 메모리얼 트로피를 수상했다. 또한 NHL 최고 골텐더 상인 베지나 트로피를 세 차례 수상했으며, 최소 실점을 기록한 골텐더에게 주어지는 윌리엄 M. 제닝스 트로피를 2회 수상했다.